# Theodore Long
Theodore Robert Rufus Long (Birmingham, 15 settembre 1947) è un manager ed ex arbitro di wrestling statunitense, noto per i suoi trascorsi nella World Wrestling Federation/Entertainment tra il 1998 e il 2014.
In WWF/E è stato arbitro tra il 1998 e il 2004 e poi General manager di SmackDown! dal 2004 al 2007 e, di nuovo, dal 2009 al 2012; per un breve periodo, nell'estate del 2008, guidò anche il roster della ECW. Nel 2017 è stato introdotto nella WWE Hall of Fame.

## Carriera

### Jim Crockett Promotions/World Championship Wrestling (1985–1996)
Theodore Long iniziò la sua carriera nel wrestling come manager di Abdullah the Butcher e Tommy Rich. Nel 1985 divenne arbitro presso la Jim Crockett Promotions. Nel 1989, all'evento Chi-Town Rumble, svolse il ruolo di arbitro sostituto quando Ricky Steamboat vinse l'NWA World Championship.
Poco tempo dopo, Long cominciò a trasformarsi gradualmente in un personaggio heel che favoriva i wrestler odiati dal pubblico. Il 2 aprile 1989, a Clash of the Champions VI, Long eseguì un conteggio di tre molto veloce permettendo alla coppia formata da Mike Rotunda & "Dr. Death" Steve Williams di sconfiggere i Road Warriors per le cinture NWA World Tag Team Championship. Dopo il match, la National Wrestling Alliance lo sospese dalla carica di arbitro.
In seguito, Kevin Sullivan ed Eddie Gilbert consigliarono alla dirigenza della federazione di dare a Teddy Long un ruolo come manager. Il suo primo cliente fu Norman the Lunatic. Poi arrivarono i Doom (Ron Simmons & Butch Reed) che Long riuscì a portare al World Tag Team Championship. Altri suoi "protetti" dell'epoca furono Johnny B. Badd, One Man Gang, The Skyscrapers (Sid Vicious, Dan Spivey & "Mean" Mark Callous), Marcus Alexander Bagwell, 2 Cold Scorpio, Joey Maggs, Craig Pittman, Jim Powers, Bobby Walker, Ice Train e Bobby Eaton.

### World Wrestling Federation/Entertainment (1998–2014)
Theodore Long continuò ad arbitrare anche dopo il suo passaggio alla World Wrestling Federation, avvenuto nel dicembre del 1998. Nel 2002 abbandonò il ruolo di arbitro per tornare ad essere un manager; in questo periodo fu la spalla di diversi lottatori heel, tra cui Chris Jericho, Mark Henry e Jazz.

#### General Manager diSmackDown!(2004–2007)
Nella puntata di SmackDown! del 29 luglio 2004 Theodore Long venne eletto come nuovo General Manager (GM) di SmackDown! da parte di Vince McMahon per sostituire Kurt Angle. Una volta diventato GM, Long effettuò subito un turn-face. Durante il suo mandato da General Manager di SmackDown!, Long intraprese una lunga "crociata" contro l'allora WWE Champion, John Bradshaw Layfield (JBL), ritenuto troppo scorretto per il suo show; scagliò contro JBL wrestler del calibro di Booker T, Eddie Guerrero e The Undertaker. Dovette affrontare un ostacolo quando Carlito organizzò una petizione per chiedere alla dirigenza il suo licenziamento (kayfabe), ma alla fine Linda McMahon ed il consiglio della WWE gli diedero la loro piena fiducia.

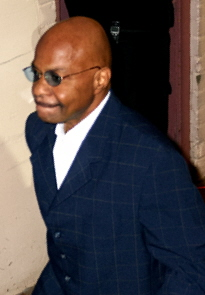
Theodore Long nel gennaio 2005

Durante la draft-lottery del 2005, che vide il WWE Champion John Cena trasferirsi nel roster di Raw, SmackDown! rimase senza un campione del mondo; per questo motivo Long organizzò un 6-Men Elimination match tra Booker T, Chris Benoit, Christian, John Bradshaw Layfield, Muhammad Hassan e The Undertaker per determinare il nuovo campione dello show blu. A vincere la contesa fu JBL, che eliminò per ultimo Christian; tuttavia nel momento in cui il texano stava celebrando la vittoria, Long annunciò che non c'era più bisogno di un nuovo campione poiché l'ultimo wrestler ottenuto da SmackDown! nell'ambito della draft-lottery era il World Heavyweight Champion Batista.
Nell'autunno del 2005 Long guidò il roster di SmackDown! in una faida contro Raw: alle Survivor Series sconfisse l'allora General Manager dello show rosso, Eric Bischoff, sfruttando l'aiuto determinante di The Boogeyman. Inoltre, nel corso della stessa serata, il Team SmackDown! (Batista, Bobby Lashley, John Bradshaw Layfield, Randy Orton e Rey Mysterio) sconfisse il Team Raw (Big Show, Carlito, Chris Masters, Kane e Shawn Michaels) grazie allo schienamento vincente di Randy Orton ai danni di Shawn Michaels. Il 6 marzo 2006 presenziò a Raw per annunciare che il Money in the Bank Ladder match di Wrestlemania 22 sarebbe stato un incontro interbrand a cui avrebbero partecipato i wrestler di entrambi gli show.
Il 21 maggio 2006, a Judgement Day, Theodore Long licenziò da SmackDown! Johnny Nitro e Melina (kayfabe), i quali passarono poi a Raw. Nella puntata del 25 maggio anche JBL subì la stessa sorte, salvo poi essere riassunto come commentatore il mese successivo per sostituire Tazz, che nel frattempo si era trasferito nel roster della rinata ECW.
Nell'aprile del 2007 Theodore Long iniziò una relazione amorosa con la diva Kristal Marshall (kayfabe); per poter passare più tempo con lei scelse Vickie Guerrero come assistente. Nella puntata di SmackDown! del 21 settembre 2007 Long e Kristal avrebbero dovuto sposarsi, ma il General Manager fu vittima di un infarto prima di pronunciare il fatidico sì (kayfabe). Per questo motivo Vince McMahon nominò Vickie Guerrero nuova General Manager dello show blu. Long ritornò ufficialmente il 30 novembre, diventando assistente della Guerrero, ma il 16 maggio 2008 annunciò le sue dimissioni dall'incarico (kayfabe).

#### General Manager dellaECW(2008)
Durante la puntata di ECW on Sci Fi del 3 giugno 2008 Theodore Long assunse la carica di General Manager del roster della ECW, prendendo il posto di Armando Estrada.

#### Secondo mandato aSmackDown!(2009–2012)
Il 7 aprile 2009 Theodore Long tornò ad essere il General Manager di SmackDown, sancendo subito un match tra Matt Hardy e Jeff Hardy. Il 13 settembre, al pay-per-view Breaking Point, effettuò un turn-heel per la prima volta dal 2004, mettendo in atto uno screwjob ai danni di The Undertaker durante un match contro CM Punk valido per il World Heavyweight Championship; per questo motivo fu continuamente perseguitato dal Deadman nelle settimane successive. Quando la faida tra i due ebbe fine, Long tornò tra le file dei face.
Nella puntata di SmackDown del 15 febbraio 2011 Theodore Long annunciò un match tra il nuovo World Heavyweight Champion, Dolph Ziggler, ed Edge; al termine dell'incontro, vinto dalla Rated-R Superstar, licenziò Ziggler (kayfabe). Nel corso del 2012 iniziò una relazione amorosa con la diva Aksana (kayfabe).

#### Varie faide (2012–2014)
Nel febbraio del 2012 John Laurinaitis, con l'iniziativa del suo consulente legale David Otunga, si prefissò l'obiettivo di diventare General Manager di SmackDown!. Theodore Long mostrò fin da subito il suo disappunto e i due cominciarono ad avere accese discussioni. Nella puntata di SmackDown! del 21 febbraio i due ebbero una violenta discussione su chi fosse il vincitore di un match tra CM Punk e Daniel Bryan, dato che i due wrestler si erano schierati a vicenda.
Il 27 febbraio, a Raw, assiste al match fra Daniel Bryan e CM Punk a fine del quale, furioso attacca John Laurinaitis perché ha fatto finire la sfida in No-contest e i due vengono separati da Santino Marella e David Otunga tramite un comunicato della WWE a fine Show, viene annunciato che Theodore Long diventerà per una settimana soltanto il General Manager di Raw del 5 marzo. Nella suddetta puntata, istituisce un match tra Santino Marella e Jack Swagger per lo United States Championship. Alla fine è l'italo-canadese a portare a casa la vittoria, conquistando il titolo. Nella puntata di Smackdown del 9 marzo, John Laurinaitis, GM del roster per una sera, annuncia il match che vedrà affrontarsi Kane e Aksana, la fidanzata di Long, che chiede di annullare il match, ma Laurinaitis informa Long che invece se la vedranno loro due sul ring, e se Long dovesse perdere, il match non ci sarà. Più tardi nella serata, il GM di Raw chiama Kane sul ring, ma interviene Randy Orton che lo colpisce con la sua RKO, mettendolo fuori combattimento, e consentendo a Long di sorprendere Laurinaitis con un roll-up e di vincere il match. Intanto, la WWE, tramite il suo sito, ha ufficializzato l'incontro in cui vedrà due team a confronto, quello di Teddy Long e quello di John Laurinaitis. Il match si svolgerà a WrestleMania XXVIII in un 12-man tag team match.
A WrestleMania XXVIII il team Teddy viene sconfitto da quello di Laurinaitis che così diventa quest'ultimo il General Manager a tutti gli effetti di Raw e di SmackDown. Nella puntata di Raw del 2 aprile successiva a WrestleMania, decide che piuttosto di perdere il lavoro, preferisce diventare il nuovo assistente di Laurinaitis. A No Way Out, con la vittoria di John Cena ai danni di Big Show, Laurinaitis viene licenziato (keyfabe) come deciso dal chairman Vince McMahon e così Theodore Long non sarà più d'ora in poi l'assistente di Laurinaitis, e si può definire nuovamente un "uomo libero".
Il 12 giugno 2014 il contratto di Theodore Long con la WWE è scaduto e non è stato rinnovato.

#### WWE Hall of Famer e apparizioni sporadiche (2016–presente)
Theodore Long fece il suo ritorno in WWE nella puntata di Raw del 6 giugno 2016, interrompendo i partecipanti al Money in the Bank Ladder match (Alberto Del Rio, Cesaro, Chris Jericho, Dean Ambrose, Kevin Owens e Sami Zayn) e annunciando la sua candidatura a nuovo General Manager (GM) di SmackDown!; tuttavia il ruolo andò poi a Daniel Bryan.
Il 13 febbraio 2017 venne annunciata l'introduzione di Theodore Long nella WWE Hall of Fame, avvenuta il 31 marzo seguente, due giorni prima di WrestleMania 33.

## Personaggio

### Wrestler assistiti
- D'Lo Brown
- Johnny B. Badd
- Rodney Mack
- Norman The Lunatic
- Dan Spivey
- Sid Vicious
- Marcus Alexander Bagwell
- 2 Cold Scorpio
- Bobby Eaton
- Doom (Ron Simmons & Butch Reed)
- One Man Gang
- Mark Henry
- Jazz
- Eddie Guerrero
- Joey Maggs
- Craig Pittman
- Chris Jericho
- Jim Powers
- Bobby Walker
- Ice Train
- Rosey
- Mark Jindrak
- Ezekiel Jackson
- The Great Khali

## Titoli e riconoscimenti
- Combat Sport Pro (CSP)
  - CSP Hall of Fame (2015)
- National Wrestling Alliance (NWA)
  - NWA Hall of Fame (2012)
- Pro Wrestling Illustrated
  - Manager of the Year (1990)
- Wrestling Observer Newsletter
  - Worst Worked Match of the Year (2005) – vs. Eric Bischoff
- World Wrestling Entertainment (WWE)
  - WWE Hall of Fame (2017)